# Arbejderpartiet (Israel)
 For alternative betydninger, se Arbejderpartiet. (Se også artikler, som begynder med Arbejderpartiet)
Arbejderpartiet (hebraisk: העבודה tr. Ha‘Avoda (Arbejderpartiet), officielt מפלגת העבודה הישראלית, Mifleget Ha‘Avoda HaIsra’elit) er et politisk parti i Israel. Partiet, der blev grundlagt i 1968, er et socialdemokratisk og socialistisk zionistisk parti, medlem af Socialistisk Internationale og observatørmedlem af den Socialdemokratiske gruppe i Europaparlamentet.
| Politisk parti | Spire Denne artikel om et politisk parti eller gruppe er en spire som bør udbygges. Du er velkommen til at hjælpe Wikipedia ved at udvide den. |